# フェオドラ・フォン・ザクセン＝マイニンゲン (1879-1945)
フェオドラ・ヴィクトリア・アウグステ・マリー・マリアンネ・フォン・ザクセン＝マイニンゲン（ドイツ語: Feodora Victoria Auguste Marie Marianne von Sachsen-Meiningen, 1879年5月19日 - 1945年8月26日）は、ザクセン＝マイニンゲン公国の公女。

## 生涯
ザクセン＝マイニンゲン公ベルンハルト3世とその妃でドイツ皇帝フリードリヒ3世の娘であるシャルロッテとの間の一人娘。イギリス女王ヴィクトリアの最年長の曾孫でもある。
フェオドラは家族から「フェオ(Feo)」の愛称で呼ばれた。

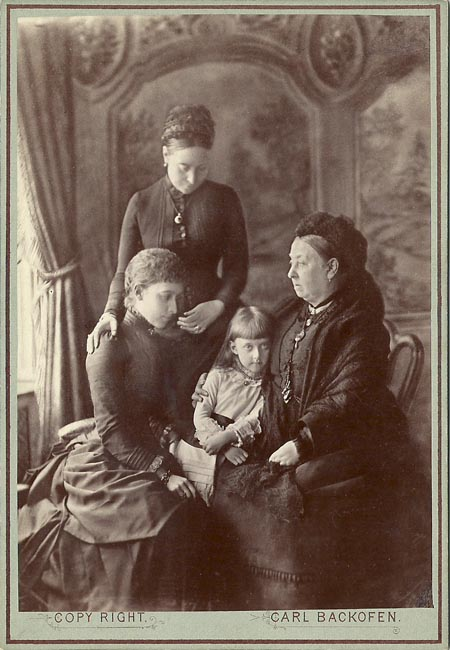
左からフェオドラの母シャルロッテ、祖母ヴィクトリア、フェオドラ、曾祖母のヴィクトリア女王

フェオドラは母親に育児放棄され、主に母方の祖母であるドイツ皇后ヴィクトリアの世話を受けて育った。母シャルロッテはたまに娘と一緒にいるときは娘をたびたび「バカ」と呼び、ヴィクトリア皇后はこれに激怒した。ヴィクトリア皇后は母親のイギリス女王ヴィクトリアに宛てた手紙の中で、フェオドラの成育環境について心配していることを打ち明けている。

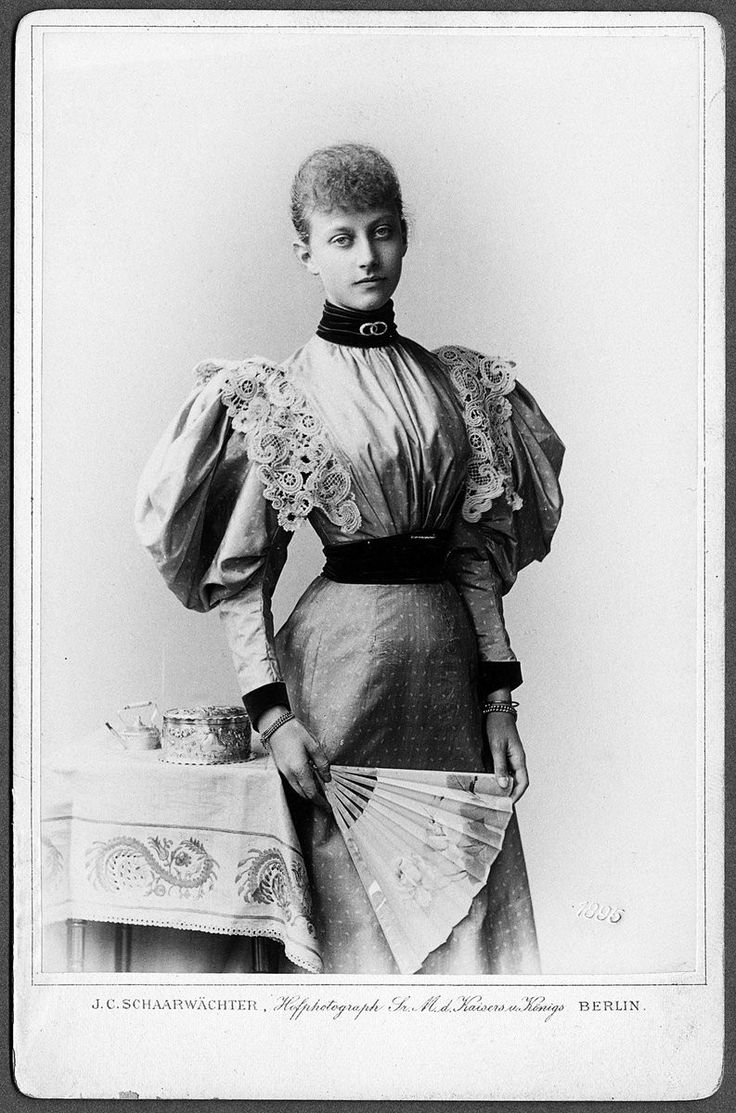
1895年

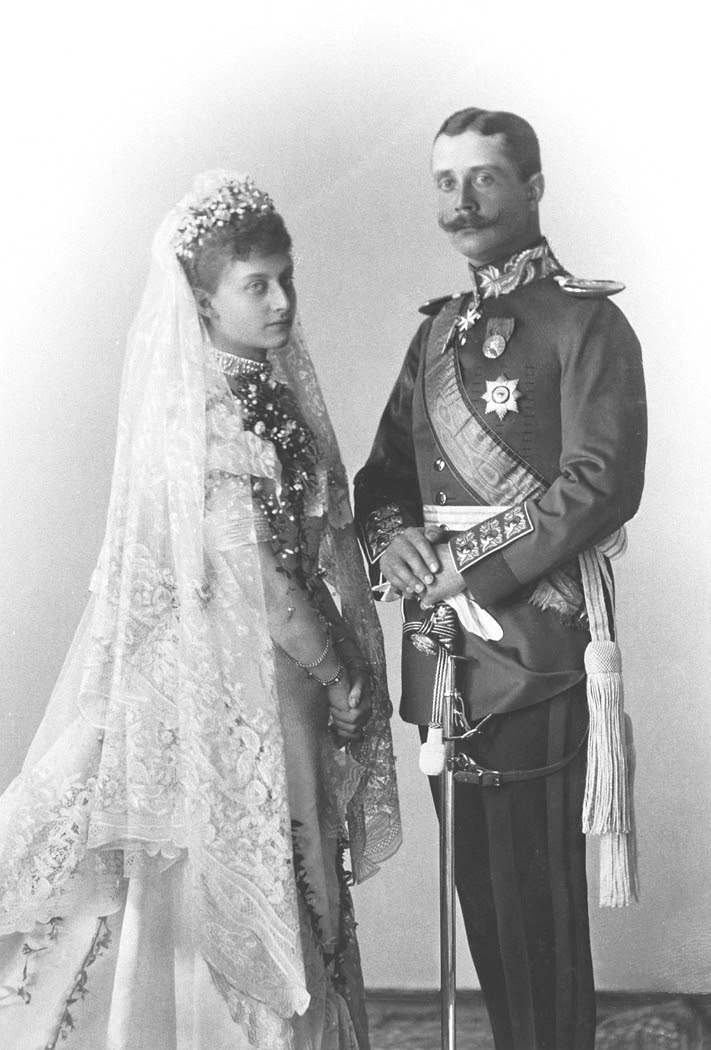
結婚式の日のフェオドラと夫ハインリヒ30世

1898年9月26日、フェオドラはブレスラウでロイス＝ケストリッツ侯子ハインリヒ30世（1864年 - 1939年）と結婚した。夫はプロイセン軍士官のロイス＝ケストリッツ侯子ハインリヒ9世の六男である。フェオドラは子供を授からないことに非常に苦しんだ。フェオドラは生涯病弱であったが、これは母方の先祖のイギリス王ジョージ3世から遺伝したポルフィリン症が原因だったと考えられている。近年の医学的検査の結果、フェオドラと母シャルロッテの遺骸から、二人がこの病気を患っていた痕跡が見つかったのである。
フェオドラはシレジアのヒルシュベルク（現在のポーランド領イェレニャ・グラ）にあるブッフヴァルト＝ホーエンヴィーゼ・サナトリウムで晩年を過ごした。長い間の病苦と効果の疑わしい治療に疲れたこと、そしてポツダム会談により自分の住むシレジアがソ連の支配するポーランドに併合されると決まったことなどが原因で、フェオドラは1945年8月26日に居城で自殺を遂げた。66歳だった。